# Garanhuns
Garanhuns − miasto w Brazylii, w stanie Pernambuco, położone na płaskowyżu Planalto da Borborema.
W mieście rozwinął się przemysł spożywczy oraz skórzany.